# Mercedes-Benz Pagode
Les Mercedes-Benz 230 SL "Pagode" (nom de code interne : W113) sont des modèles d’automobiles à deux places coupé et cabriolet du constructeur allemand Mercedes-Benz conçus et dessinés par le designer français Paul Bracq, commercialisés de 1963 à 1971.

## Historique
La Mercedes-Benz 230 SL se présente comme un coupé-cabriolet. Elle se situe après la légendaire Mercedes-Benz 300 SL et doit assurer la succession du cabriolet Mercedes-Benz 190 SL. Elle est développée sur la base de la berline Mercedes-Benz 220 SE mais avec un empattement réduit de 30cm. 
Trois différentes gammes seront construites :
- La 230 SL
- La 250 SL
- La 280 SL

La Mercedes-Benz 230 SL est présentée au Salon international de l'automobile de Genève de 1963.

## Production
Sur les 48 912 Mercedes-Benz Pagode construites, 34 215 ont été exportées hors d'Allemagne, dont 19 440 (soit 40 % de la production) aux États-Unis.

### Mercedes-Benz 230 SL
- Châssis 113.042.
- Fabriquée de mars 1963 à janvier 1967.
- 19 831 exemplaires (11 726 véhicules sont partis à l'export dont 4 752 aux États-Unis)

### Mercedes-Benz 250 SL
- Châssis 113.043
- Fabriquée de novembre 1966 à janvier 1968.
- 5 196 exemplaires (3 808 véhicules sont partis à l'export dont 1 761 aux États-Unis).

### Mercedes-Benz 280 SL
- Châssis 113.044
- Fabriquée de novembre 1967 à mars 1971.
- 23 885 exemplaires (18 681 véhicules sont partis à l'export dont 12 927 aux États-Unis).

## Numéro de série
Décomposition et signification : 113.0AB.CD.- - - - - -
Exemple 113.044.10.011725
- 113 : numéro du châssis de toutes les Mercedes Pagode. Chaque carrosserie a son numéro de châssis afin d'être reconnu dans le temps (ex. : 280 SL Type 113 différent d’une 280 SL Type 107 qui est le modèle suivant.)
- 0AB : Particularité du type : 042 = 230 SL ; 043 = 250 SL ; 044 = 280 SL
- C : Conduite à gauche : 1 ; Conduite à droite : 2
- D : Boîte manuelle : 0 ; Boîte automatique : 2

Exemple 10 : véhicule à conduite à gauche et boite de vitesses manuelle.
Exemple 12 : véhicule à conduite à gauche et boite de vitesses automatique.
Exemple 22 : véhicule à conduite à droite et boite de vitesses automatique.
Exemple 20 : véhicule à conduite à droite et boite de vitesses manuelle.
- 011725 : les 6 derniers chiffres donnent le numéro de fabrication de la voiture. Dans ce cas précis, il s'agit de la 11 725e Mercedes-Benz 280 SL produite sur les 23 885 exemplaires.

## Carrosserie
Plusieurs variantes de carrosserie sont disponibles pour satisfaire aux souhaits des clients :
- Cabriolet: voiture avec capote (entièrement repliable dans son logement) et hard-top en option ;
- Coupé: voiture sans capote avec hard-top ;
- Cabriolet "California": voiture sans capote avec hard-top et banquette arrière 2 places repliable ;
- Coupé : voiture sans capote avec système de freinage automatique.

## Différences entre les modèles
La silhouette de la Mercedes-Benz Pagode n'a pas changé durant les huit années de production. Quelques détails apparents permettent néanmoins de les différencier :
230 SL :
- Jantes 14 pouces (uniquement premières séries).
- Freins à disques à l'avant ; Freins à tambours à l'arrière.
- Rétroviseur intérieur chromé.
- Poignée de maintien sur la porte conducteur (supprimée en novembre 1963 avec l'apparition des gros accoudoirs).
- Capote avec enjoliveur métallique (sur les premiers modèles).
- Manivelles lève-vitre chromées puis assorties à la sellerie en novembre 1965.
- Position inclinée de la roue de secours dans le coffre arrière côté gauche.
- Enjoliveurs de roues en 2 parties (collerettes chromées).
- Réservoir de 65 litres puis de 82 litres à partir de novembre 1965.
- Boîte 5 vitesses de fabrication ZF disponible en option à partir d’août 1966.

250 SL :
- Freins à disques à l'AR, suspension arrière modifiée.
- En juillet 1967, ceintures de sécurité montées de série.
- Moquettes en haargarn bouclé jusqu'au numéro de série 002979 en 1967 puis en bouclé nylon.

280 SL :
- Nouveaux enjoliveurs de roue ajourés, sans collerette démontable.
- Timonerie de direction graissée à vie.
- Garnitures de siège en MB Tex de série à grain plus grossier.
- Moquette bouclée nylon.
- Clignotant arrière orangé au lieu de rouge en février 1969.
- Baguettes optionnelles de hard top en alu au lieu de laiton massif chromé en décembre 1969.
- Montage des feux de détresse en février 1970 (mais non branchés pour les modèles vendus en France). Vase d'expansion en plastique et non plus en métal en mars 1970.

Source: Pagoda SL Group (www.sl113.org/wiki)

## Versions spéciales

### Pagode Pininfarina Coupé
Présenté en mai 1963, elle sera la première « version spéciale » de la Pagode, dessiné par Pininfarina.

### Pagode SLX
En décembre 1964, Pietro Frua, un carrossier italien, dessina la Pagode SLX (version break). Sur la base d'une Mercedes 230 SL, elle fut construite à un seul exemplaire.
VIN : 113.042.10.008218

### Pagode 300 TD
Une Pagode 280 SL de série (modèle export USA) a été transformée et équipée d'un moteur turbo Diesel 6 cylindres en ligne 300 TD. Cette voiture est également munie de jantes chromées différentes du modèle d'origine.
Immatriculation : OHV-CP49H

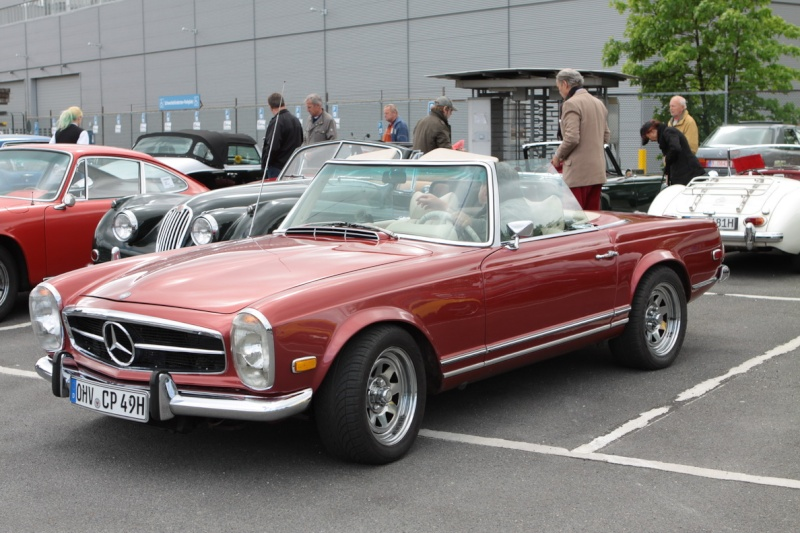
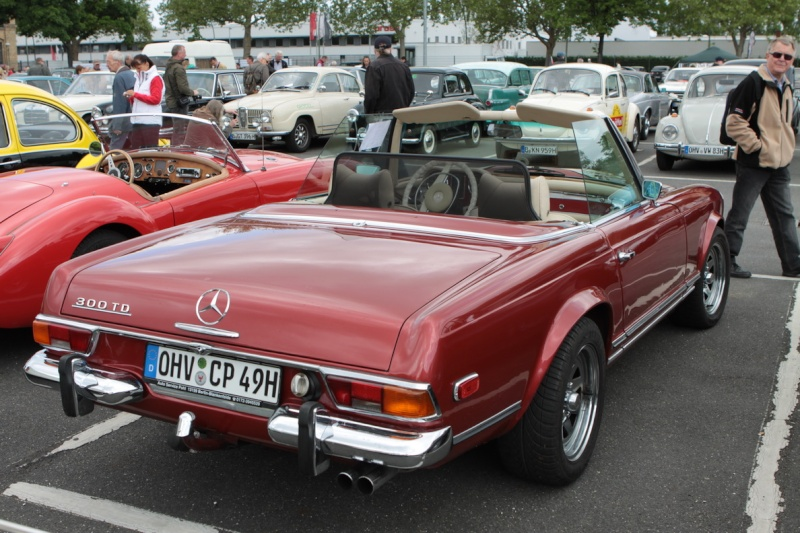
280 SL avec moteur 300 TD
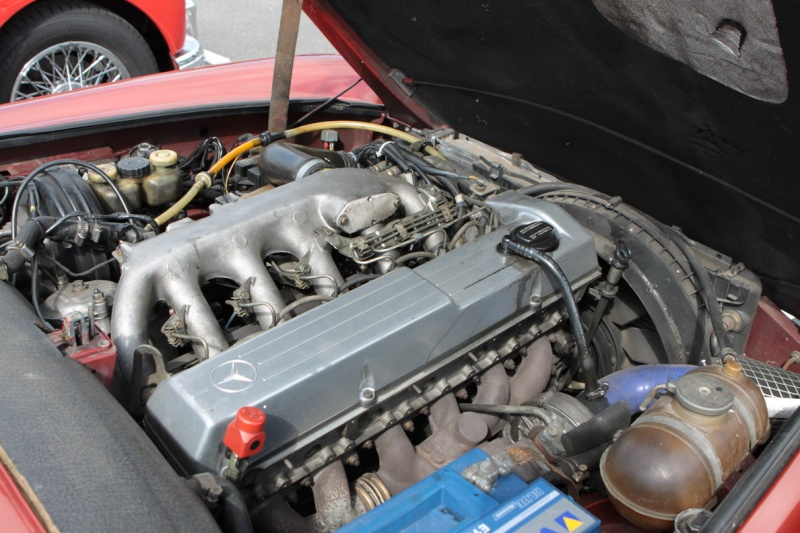

## Galerie photos

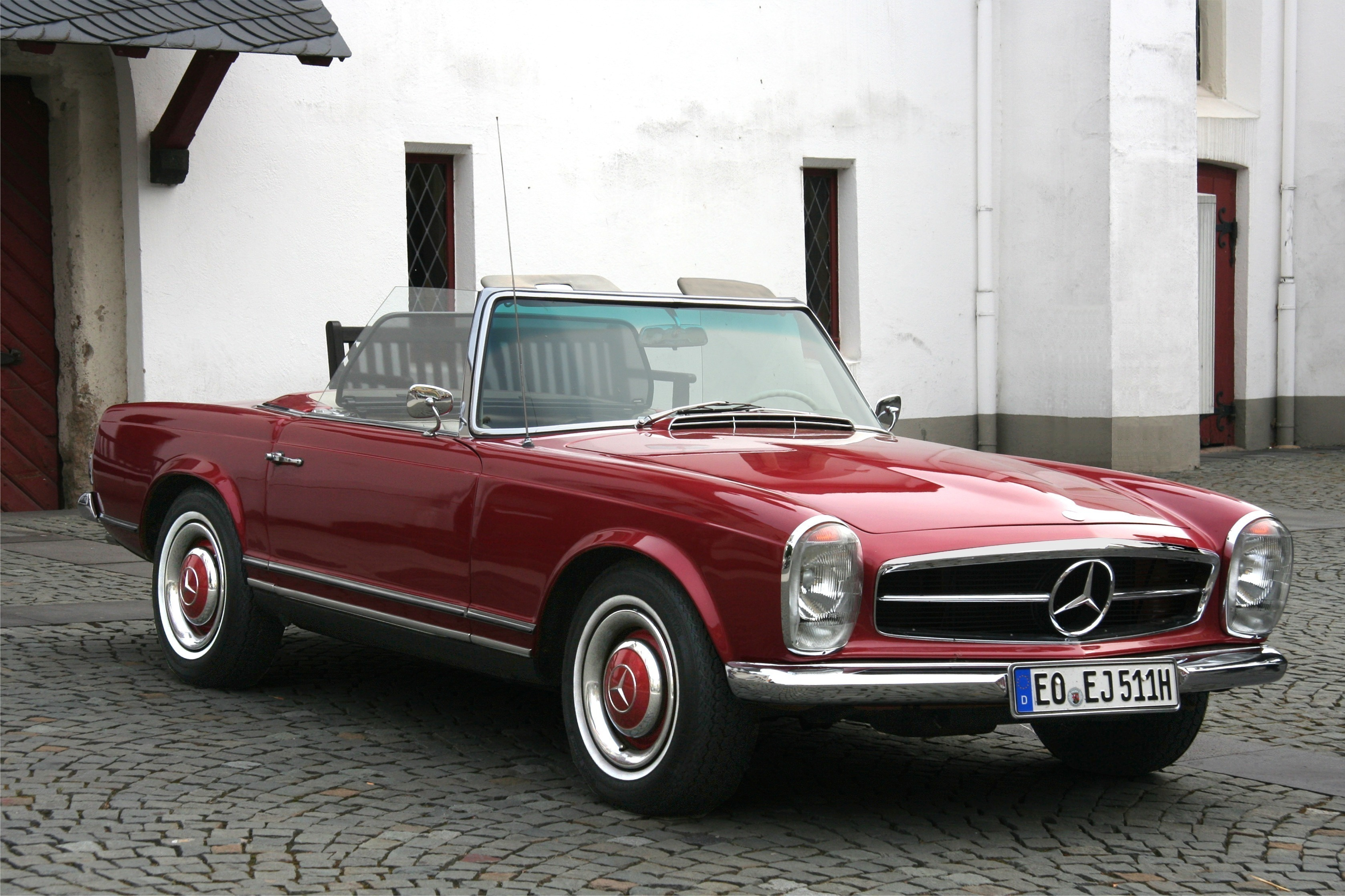
230SL (1963 à 1966)
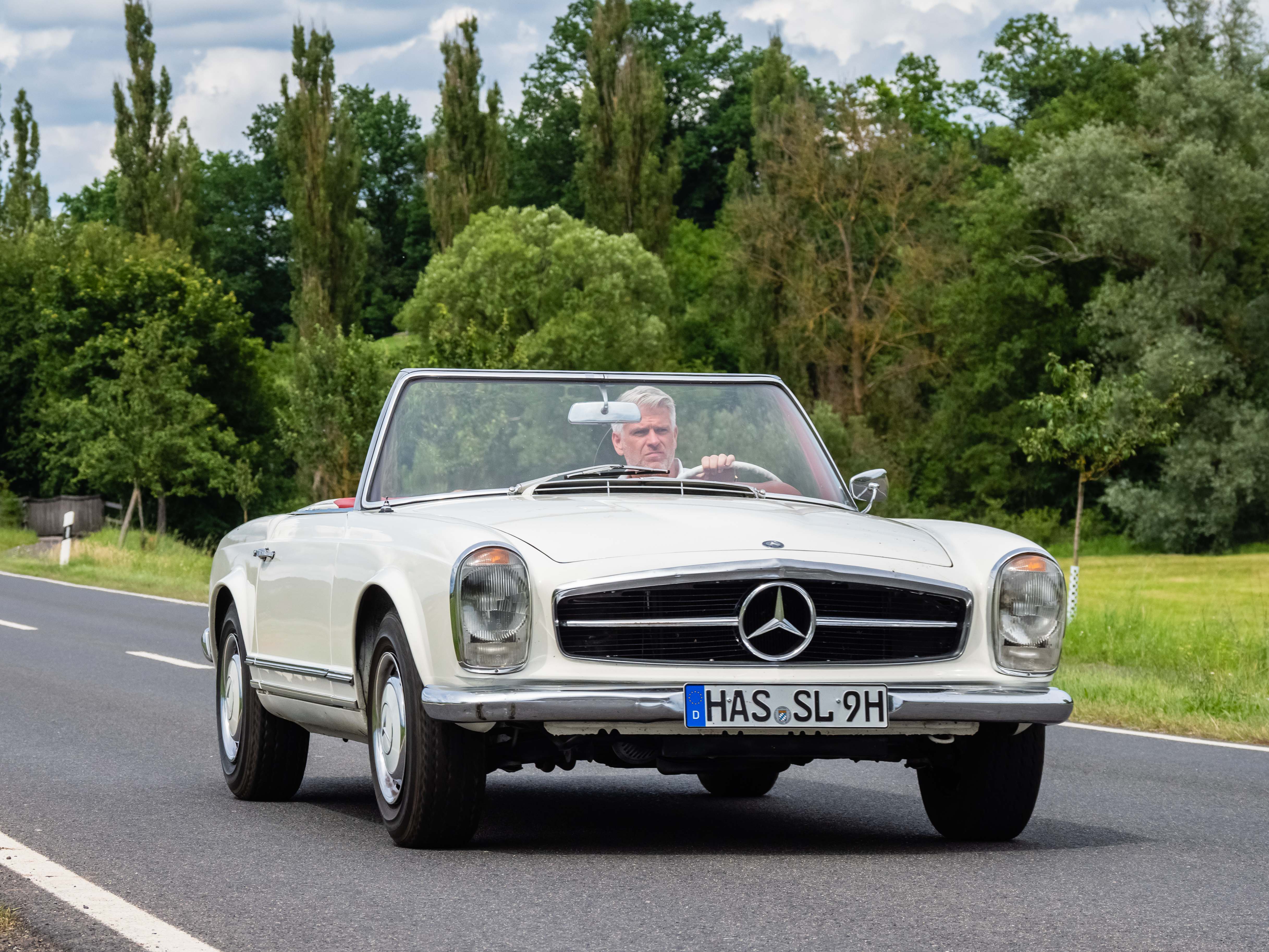
250 SL
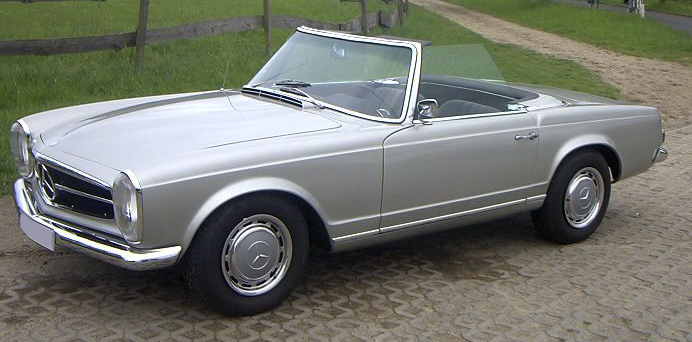
250SL (1966 à 1968)
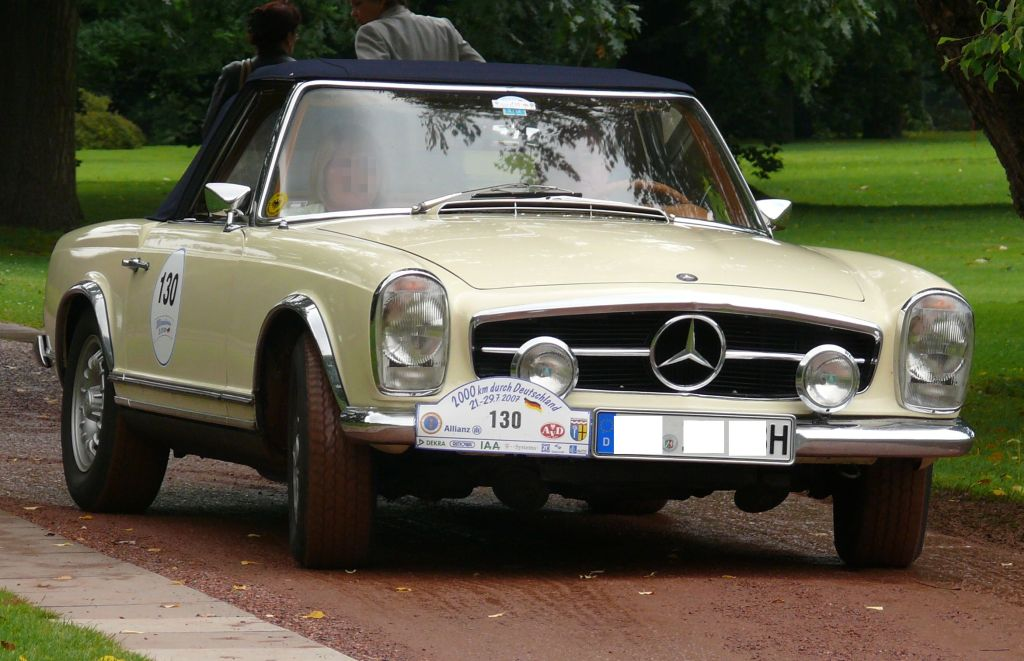
280SL (1968 à 1971)
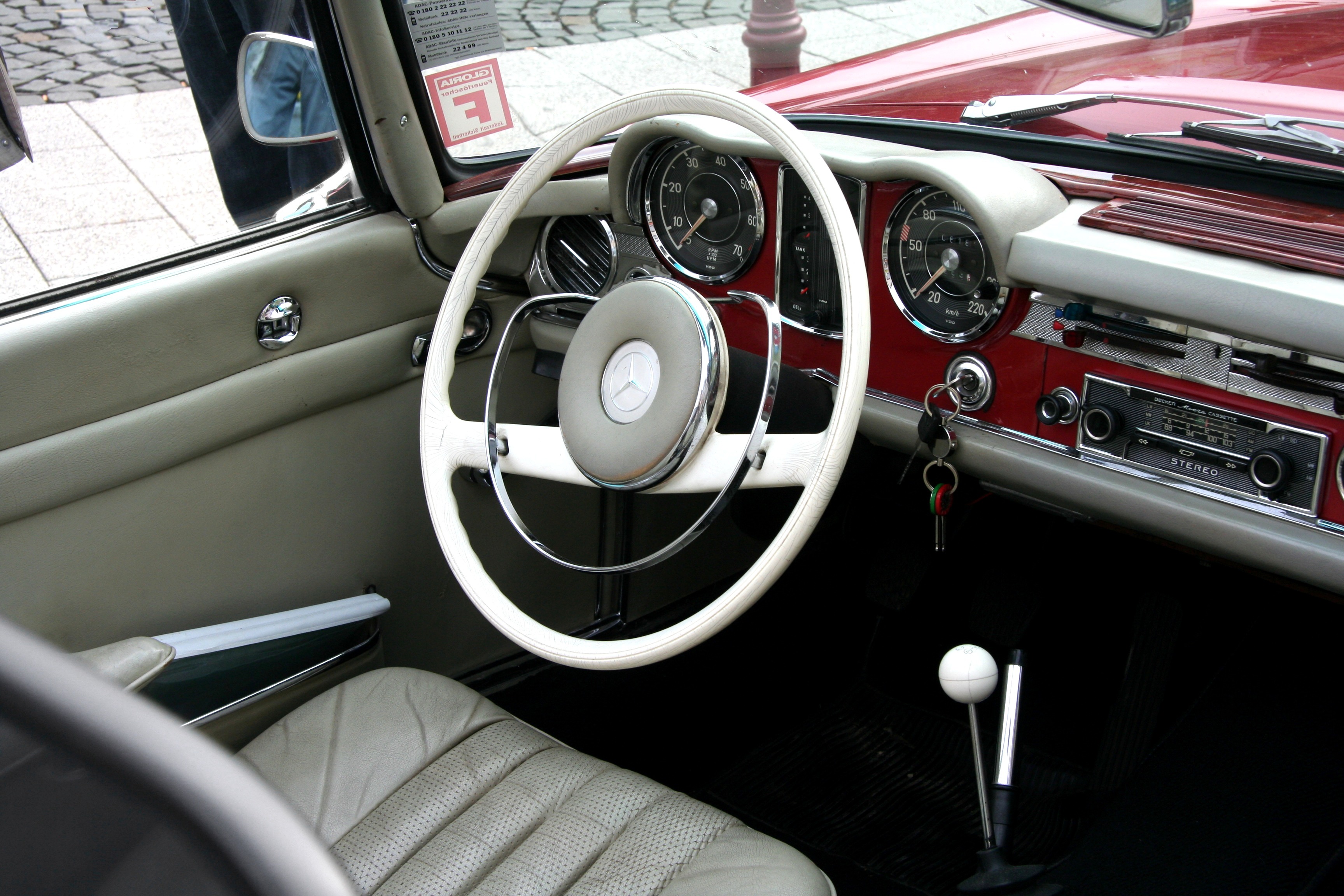
Intérieur 230SL
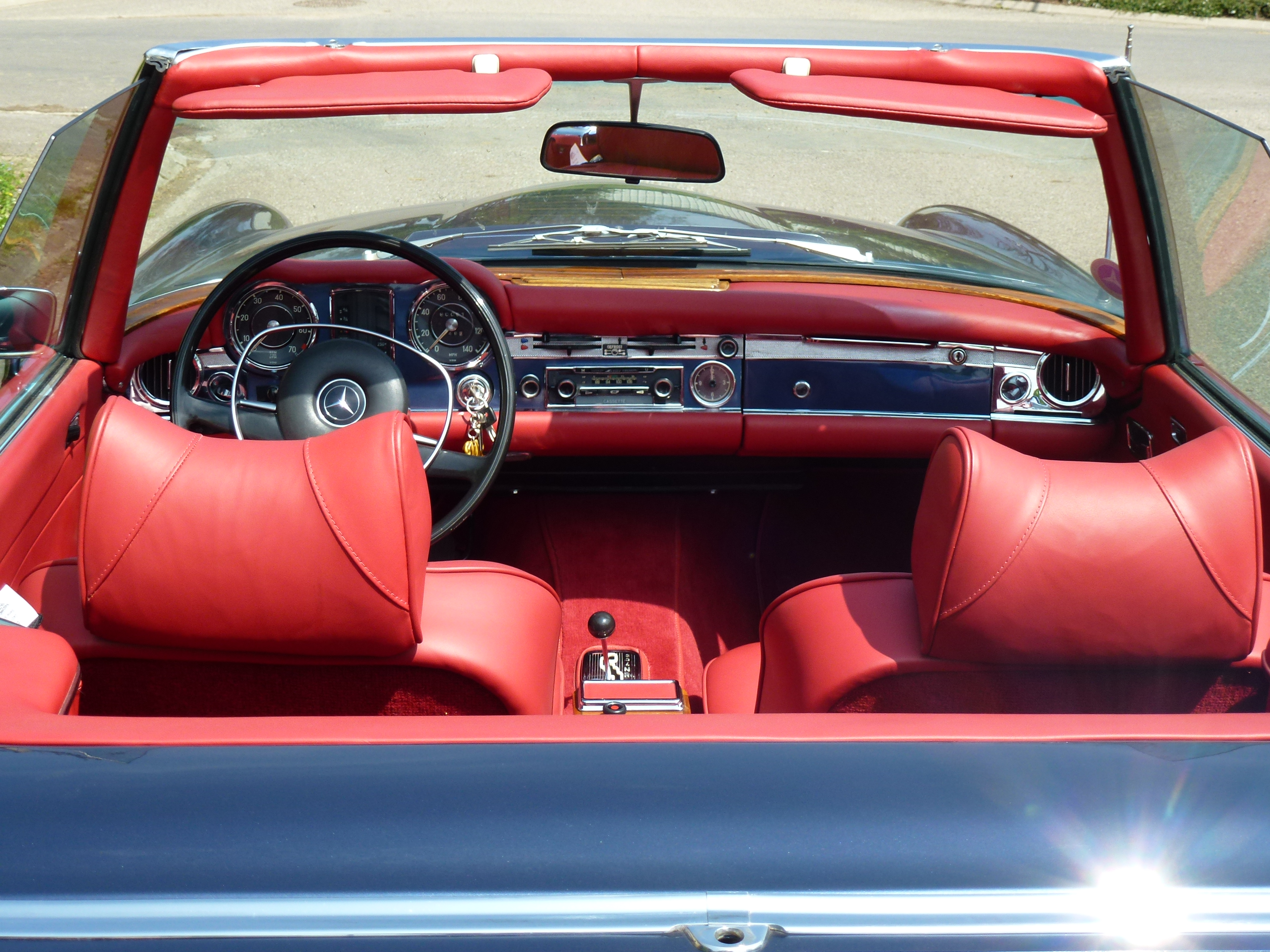
Intérieur 280 SL
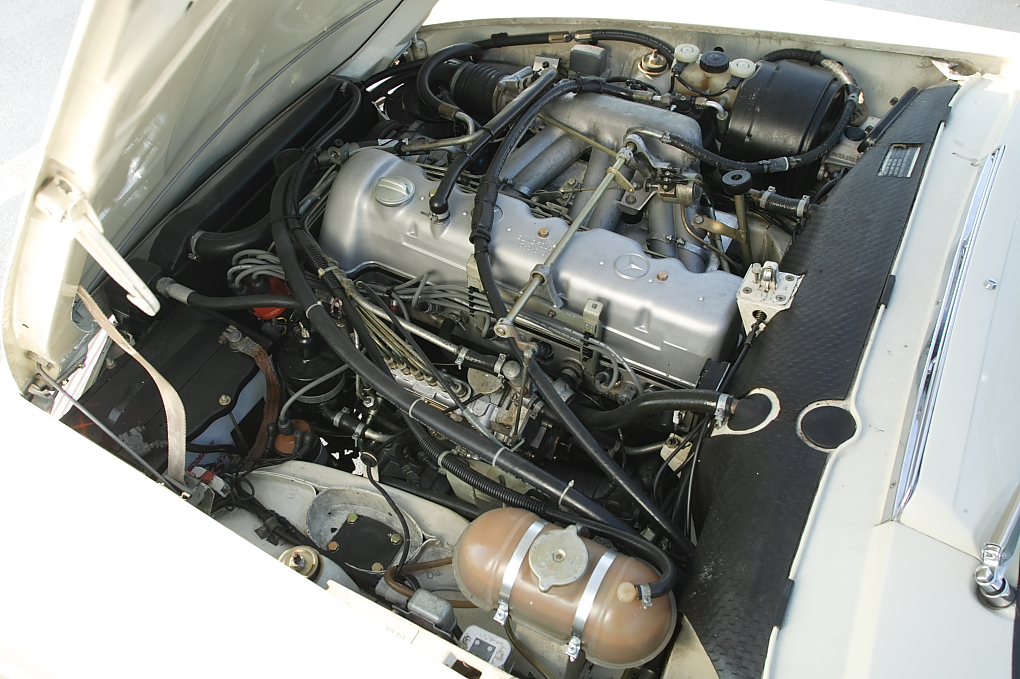
Moteur W113 (RHD)
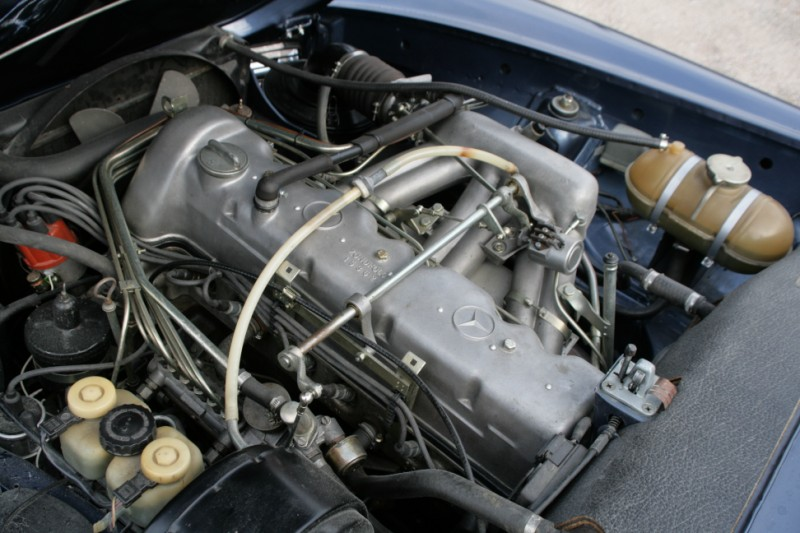
Moteur W113 (LHD)
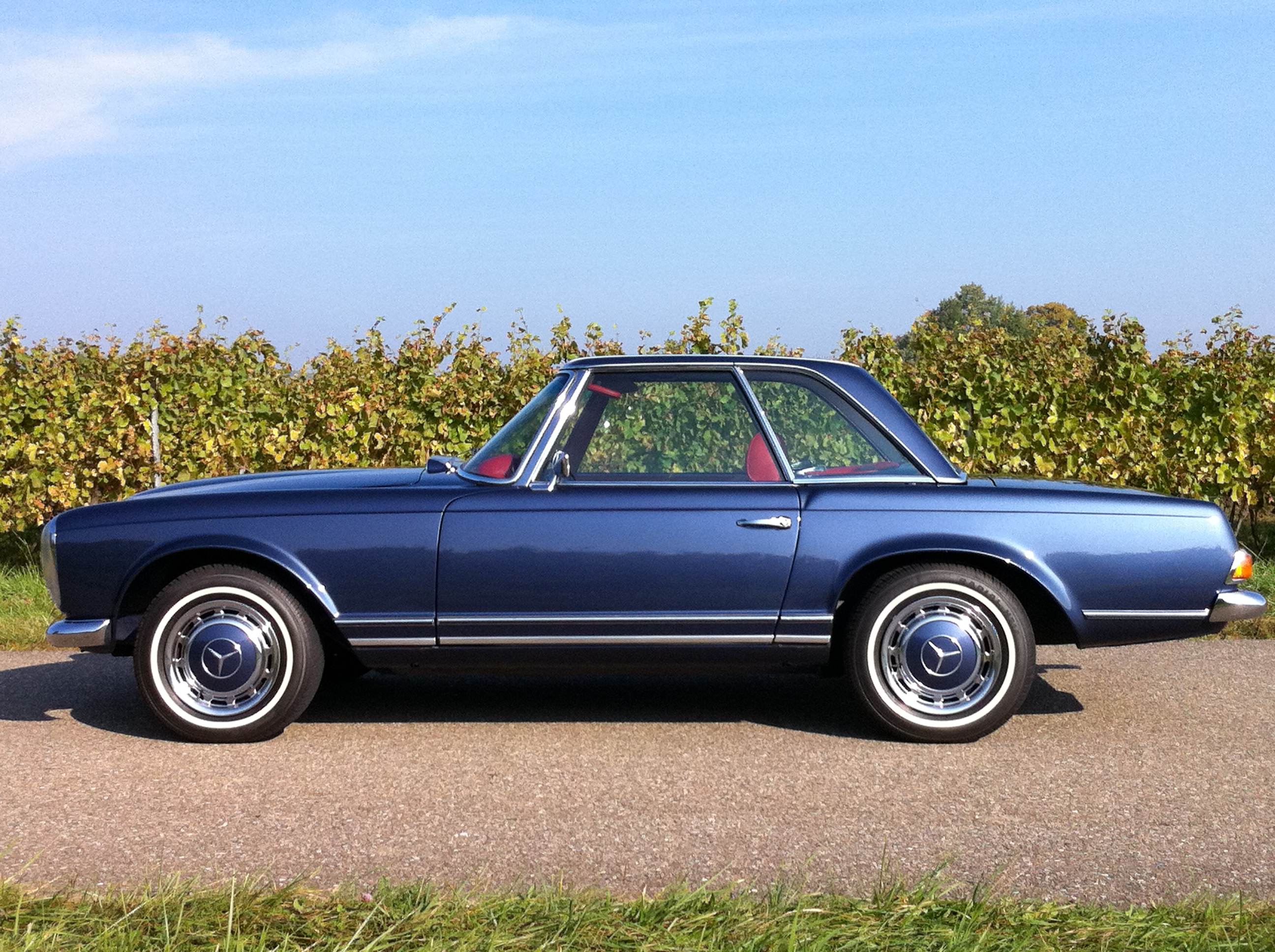
280 SL avec hard-top
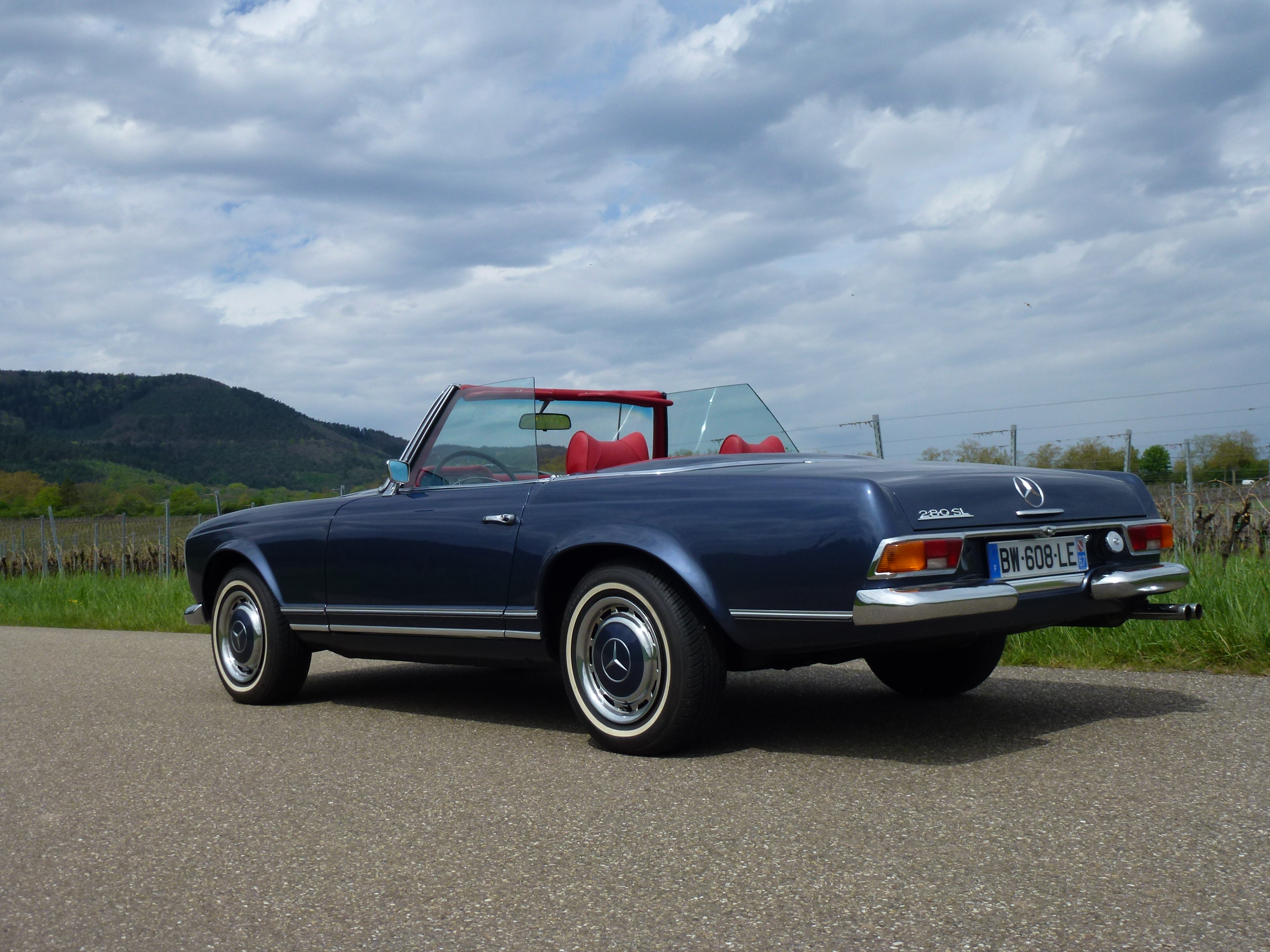
280 SL cabriolet